# Euzebiusz Krykowski
Euzebiusz Wiesław Krykowski (ur. 3 stycznia 1927 w Brzezinach, zm. 21 marca 2024) – polski lekarz, specjalista chorób wewnętrznych i hematologii, wieloletni kierownik II Klinki Chorób Wewnętrznych Uniwersytetu Medycznego w Łodzi oraz twórca Kliniki Hematologii tej uczelni.

## Wczesne lata
Spędził dzieciństwo na Wileńszczyźnie, gdzie jego ojciec otrzymał ziemię za zasługi w wojnie polsko-bolszewickiej. Uczył się w gimnazjum w Wilnie, a następnie na tajnych kompletach. W okresie II wojny światowej należał do Armii Krajowej (pseud. Lech). W efekcie deportacji przebywał w ZSRR na robotach przymusowych (1944–1946). W 1946 r. zdał maturę w Łodzi.

## Praca zawodowa
W 1952 r. uzyskał dyplom lekarza, jako absolwent Akademii Medycznej w Łodzi i podjął pracę zawodową w macierzystej uczelni. Pracował w II Klinice Chorób Wewnętrznych (1952–1995) oraz Klinice Hematologii (1995–1997). W 1973 r. współuczestniczył w tworzeniu II Kliniki Chorób Wewnętrznych w Szpitalu im. Mikołaja Kopernika w Łodzi. W latach 1984–1997 pełnił funkcję kierownika tej kliniki, a także zastępcy dyrektora Instytutu Chorób Wewnętrznych ds. Dydaktyki. Był ordynatorem Oddziału Chorób Wewnętrznych w Szpitalu im. Mikołaja Kopernika w Łodzi. Posiadał specjalizacje: choroby wewnętrzne oraz hematologia. Był konsultantem wojewódzkim i regionalnym w zakresie chorób wewnętrznych. Zasłużył się jako propagator i organizator nauczania hematologii w makroregionie łódzkim. W 1995 utworzył Klinikę Hematologii Uniwersytetu Medycznego w Łodzi, której był pierwszym kierownikiem (1995–1997). Był określany w środowisku jako ojciec łódzkiej hematologii. W 1997 r. przeszedł na emeryturę.

## Kariera naukowa
Uzyskał kolejno tytuły: doktora nauk medycznych (1964), doktora habilitowanego (1981) oraz profesora (1991). W latach 1958–1959 jako stypendysta Fundacji Rockefellera pracował pod kierunkiem prof. Williama Dameshka na Uniwersytecie w Bostonie, co zapoczątkowało jego wieloletnie zainteresowanie hematologią. Do jego zainteresowań naukowych należały głownie: choroby krwi, optymalizacja leczenia układowych chorób krwi, badanie kardiotoksyczności cytostatyków oraz analiza czynników prognostycznych w chorobach układowych krwi i niedokrwistości aplastycznej. Był autorem 175 prac oryginalnych oraz 285 doniesień zjazdowych.
Był członkiem:
- Polskiego Towarzystwa Hematologów i Transfuzjologów (jako współzałożyciel i członek zarządu)
- Polskiego Towarzystwa Lekarskiego
- Towarzystwa Internistów Polskich (jako członek zarządu Oddziału Łódzkiego)
- Komisji Hematologii Klinicznej Komitetu Patofizjologii PAN
- Łódzkiego Towarzystwa Naukowego

## Nagrody i odznaczenia[1][2]
- Nagroda Rektora AM (dziesięciokrotnie)
- Krzyż Kawalerski Orderu Odrodzenia Polski
- Złoty Krzyż Zasługi
- Srebrny Krzyż Zasługi z Mieczami
- Krzyż Armii Krajowej
- Honorowa Odznaka Żołnierzy AK Okręgu Wileńskiego i Nowogrodzkiego
- Krzyż Partyzancki
- Honorowa Odznaka Miasta Łodzi
- Odznaka Polskiego Towarzystwa Hematologów i Transfuzjologów
- Medal 50-lecia Akademii Medycznej
- Medal Instytutu Hematologii w Warszawie

## Pochówek
Został pochowany na Cmentarzu Doły w Łodzi.